# Vlaardingen-Centrum (métro de Rotterdam)
Vlaardingen-Centrum (en français Flardingue-Centre), est une ancienne gare ferroviaire devenue une station de la section commune aux lignes A et B du métro de Rotterdam. Elle est située dans le centre-ville de la commune de Flardingue (Vlaardingen), à proximité de Rotterdam aux Pays-Bas.
Gare ferroviaire, de 1891 à 2017, elle est devenue une station du métro en 2019. Elle est desservie par les rames des lignes A et B du métro.

## Situation sur le réseau

Plan du métro.

Établie en surface, Vlaardingen-Centrum, est une station de passage de la section commune entre la ligne A et la ligne B du métro de Rotterdam. Elle est située : entre la station Vlaardingen-Oost, sur la section commune (A+B), en direction du terminus nord de la ligne A Binnenhof, ou du terminus nord de la ligne B Nesselande; et la station de la section commune (A+B) Vlaardingen-West, terminus sud-ouest de la ligne A et en direction du terminus sud-ouest de la ligne B Hoek van Holland-Haven,,.
Elle comporte un quai central encadré par les deux quais latéraux.

## Histoire

### Gare ferroviaire (1891-2017)
La gare de Flardingue-Centre fut ouverte le 17 août 1891.
Les chemins de fer néerlandais ont mis fin au service de train sur la ligne de Schiedam à Hoek van Holland (en) (« Hoekse Lijn ») le 1er avril 2017.

### Station du métro (depuis 2019)
Elle est officiellement rouverte par le RET en tant que station de métro appartenant au réseau métropolitain rotterdamois le 30 septembre 2019.